# Mescla cròmica
La mescla cròmica és una solució de dicromat de sodi amb àcid sulfúric concentrat. La seva utilitat en química analítica és netejar les restes de greixos dels recipients de magatzematge i tractament usats per la seva anàlisi, si el rentat amb detergent i aigua és insuficient.